# Szauder József
Szauder József (Budapest, 1917. február 26. – Budapest, 1975. augusztus 6.) irodalomtudós, esszéista, az MTA levelező tagja. Az Eötvös Loránd Tudományegyetem Bölcsészettudományi Kar Romanisztikai Intézet Olasz Nyelv- és Irodalom Tanszékének egykori docense.
Kutatási területei: A magyar felvilágosodás és reformkor irodalma. A modern magyar költészet. 13. és 18. századi olasz irodalom. A magyar irodalomkritika kialakulása és fejlődése.

## Életpályája
Szauder József (1891–1972)  épitőanyag-kereskedő, bányavállalkozó és Rojkó Ida (1891–1974) fia.
Magyar–olasz szakos tanár volt, a budapesti és a római egyetemen végzett Eötvös-kollégistaként. 1941-től a budapesti Kölcsey Ferenc Gimnáziumban tanított, 1950–1955-ig az Országos Széchényi Könyvtár munkatársa volt, 1950-től az ELTE docense, az egyetemi oktatás mellett 1956-tól 1975-ig az MTA Irodalomtörténeti Intézet osztályvezetője, majd főmunkatársa. 1968-tól haláláig szerkesztője volt az intézet folyóiratának, az ItK-nak. 1961–1966-ban a mai SZTE, akkor József Attila Tudományegyetem tanszékvezető egyetemi tanára az I. számú Magyar Irodalomtörténeti Tanszéken, e tanszék oktatási és kutatási területe a magyar irodalom volt kezdetektől 1849-ig.
Nem egyszerűen művelődéstörténetet, irodalomtörténetet oktatott, hanem értő irodalomelemző volt az akkori jeles szegedi irodalmár kortársakkal, Horváth István Károllyal, Koltay-Kastner Jenővel, Halász Előddel, Tamás Attilával s a fiatal Ilia Mihállyal. Legjobb elemzései talán Bessenyei György, Csokonai Vitéz Mihály, Kölcsey Ferenc és Kisfaludy Károly életművéhez kapcsolódnak, de polihisztorként otthon volt a teljes magyar irodalomban és a világirodalom számos területén. Kölcsey Ferenc összes munkáinak kritikai kiadása az ő érdeme.
Első kiadásban 1964–1966 közt jelent meg a hamarosan és máig tartóan az egyetemisták közt „Spenót”-ként elhíresült (mert spenótzöld színű borítóval vonták be a köteteket) A magyar irodalom története 1–6. kötetben csaknem 5000 oldalon. Az 1–3. kötet tartalmazza a magyar irodalmat kezdetektől 1849-ig, Szauder József mindhárom kötet szakmai lektorálásában részt vett, s fejezeteket írt a felvilágosodás és a romantika időszakához. Mai napig az 1–6. kötetes irodalomtörténethez fordul a diák, ha már minden eltörött, a benne szisztematikusan felhalmozott anyag megsegíti vagy elindítja. Szauder számos tanulmánya ma is alapmű az irodalom szakos diákok számára.
A „Kis Szauder” (így nevezték maguk közt egykori diákjai) szemináriumain fontos volt az olvasottság, elsősorban az írók, költők műalkotásainak ismerete, esztétikai és filozófiai ismeretek, s mindenről lehetett vitatkozni, nála nem voltak szakmai tabutémák s kötelezően diákokra erőltetett nézetek. Volt diákjainak egyes köreiben ma is élő legenda Szauder irodalmi érzéke, vitakészsége és olaszos derűje.
Szegedi tanársága idején egy tanévre, 1964–1965-ben a Bölcsészettudományi Kar dékáni teendőit is elvállalta, a szegedi városi vezetéssel sokat tárgyalt, szerette volna elérni, hogy kulturáltabb környezete legyen az Egyetem utca 2. sz. alatti Bölcsészettudományi Karnak, eredményt nemigen ért el, még sokáig maradtak a kopott macskakövek. A JATE-ról az MTA Irodalomtudományi Intézetébe ment vissza, gerincbántalmai miatt fáradságos volt a Pestről való lejárás. 1970-ben az MTA levelező tagjává választották. 1971–1975-ig a római egyetem vendégtanára volt. Korán s hirtelen ragadta el a halál.

## Emlékezete
Halála után emléktábla hirdeti Budán, a Fő utca 37. sz. ház falán, hogy a tudós haláláig ebben a házban élt és alkotott. SZAUDER JÓZSEF (1917–1975). Akadémikus, irodalomtörténész, italianista. A magyar felvilágosodás és romantika korának kutatója. Eddig a tábla üzenete, egy szerény kétszobás lakásban élt feleségével, Szauder Mária (született Kovács Mária; 1926–1981) irodalomtörténésszel, Nagy Méda költőnő lányával és gyermekével.

## Főbb munkái (válogatás)
- Faludi [Ferenc] udvari embere [doktori disszertáció] (1941)
- Magyar irodalom [Klaniczay Tibor társszerzővel] (1950)
- Bessenyei György válogatott művei [vál., sajtó alá rend. Szauder József] (1953)
- Bessenyei [György] [tanulmány] (1953)
- Kölcsey Ferenc [tanulmány] (1953, 1955)
- Kisfaludy Károly válogatott művei [vál., bev. Szauder József] (1954, 1955)
- Kölcsey Ferenc összes művei [sajtó alá rend. Szauder Józsefnéval] (1960)
- A romantika útján [tanulmányok] (1961)
- Olasz irodalom – magyar irodalom [tanulmányok] (1963)
- Ciprus és obeliszk. Esszék cseh, francia, lengyel és olasz városokról és tájakról (1963)
- Kis magyar irodalomtörténet [Klaniczay Tibor, Szabolcsi Miklós társszerzőkkel] (1961, 1962, 1965)
- Dante a XIX. század magyar irodalmában. In: Dante a középkor és a renaissance között [emlékkönyv Dante születése 700. évfordulójára] (1966)
- Kölcsey Ferenc kiadatlan írásai, 1809–1811 (1968)
- Az estve és az álom. Felvilágosodás és klasszicizmus [tanulmányok] (1970)
- A magyar irodalom története 1849-ig [írta, majd szerk. munkaközösségben] (1957, 1964, 1968, 1971)
- Irodalom és felvilágosodás [tanulmányok, szerk. Tarnai Andorral] (1974)
- Előszó ad Hass, alkoss, gyarapíts! Kölcsey-breviárium [vál., jegyz. Szilágyi Ferenc] (1975)
- Kövek és könyvek. Esszék Itáliáról (1977)
- Az éj és a csillagok. Tanulmányok Csokonairól (1980)
- Tavaszi és őszi utazások. Tanulmányok a XIX. század magyar irodalmáról (1980)

## Díjak (válogatás)
- Akadémiai Díj (1965)

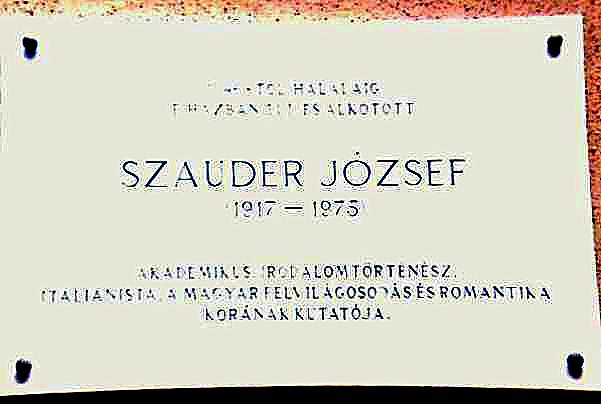
Emléktáblája:
I. kerület, Fő utca 37.

- Állami Díj II. fokozat (1975) – A felvilágosodás és a romantika magyar irodalmának kutatásában elért eredményeiért.